# Phare de Bull Rock
Le phare de Bull Rock est un phare situé sur un îlot escarpé du même nom , à 5 km au bout des îles Dursey, elles-mêmes au bout de la péninsule de Beara, dans le Comté de Cork (Irlande).
Il est géré par les Commissioners of Irish Lights.

## Histoire
Un premier phare fut érigé sur Calf Rock en 1866. C'était une tour en fonte qui a été détruite par une tempête en 1881.
Le second phare, érigé sur Bull Rock fut achevé en 1888 et mis en service le 1er janvier 1889. La station consiste en une tour octogonale de 15 m de haut, avec lanterne et galerie double, peinte en blanc, et des logements des gardiens et bâtiments annexes (dont une réserve de gaz) attenants et entourés d'un mur de pierre. Des travaux d'une énorme ampleur furent nécessaires car il y eut aussi la construction d'un quai de débarquement pour les bateaux et d'un chemin empierré menant à la station. Elle était aussi équipé un signal anti-brouillard à explosion. L'optique bi-directionnelle, montée dans la lanterne, était la plus grande d'Irlande à cette époque.
En 1902, le signal anti-brouillard fut remplacé par une sirène à air comprimée. En 1910, le feu fut reconverti pour obtenir une plus grande puissance de la lumière. C'est en 1974, que le phare fut électrifié et, le signal de brouillard a été interrompu en mai 1989.
Le 31 mars 1991, le phare a été automatisé et les gardiens ont été retirés de la station. Dans le cadre de cette autonomisation, la lanterne et l'optique d'origine, trop volumineuses pour être automatisées, ont été remplacées par une lampe halogène à quartz fournissant une lumière de haute intensité avec une faible consommation d'énergie. La station a été placée sous la surveillance télémétrique avec l'Irish Lights à Dun Laoghaire. Une balise-radar a été posée en mai 1998 pour fonctionner en cas de
visibilité réduite. En 2000, la station a été reconvertie à l'énergie solaire et la lanterne a été remplacée par une lanterne alimentée par 32 panneaux solaires.
Le phare émet un flash blanc toutes les 15 secondes. Il n'est accessible qu'en hélicoptère.